# Oualidia

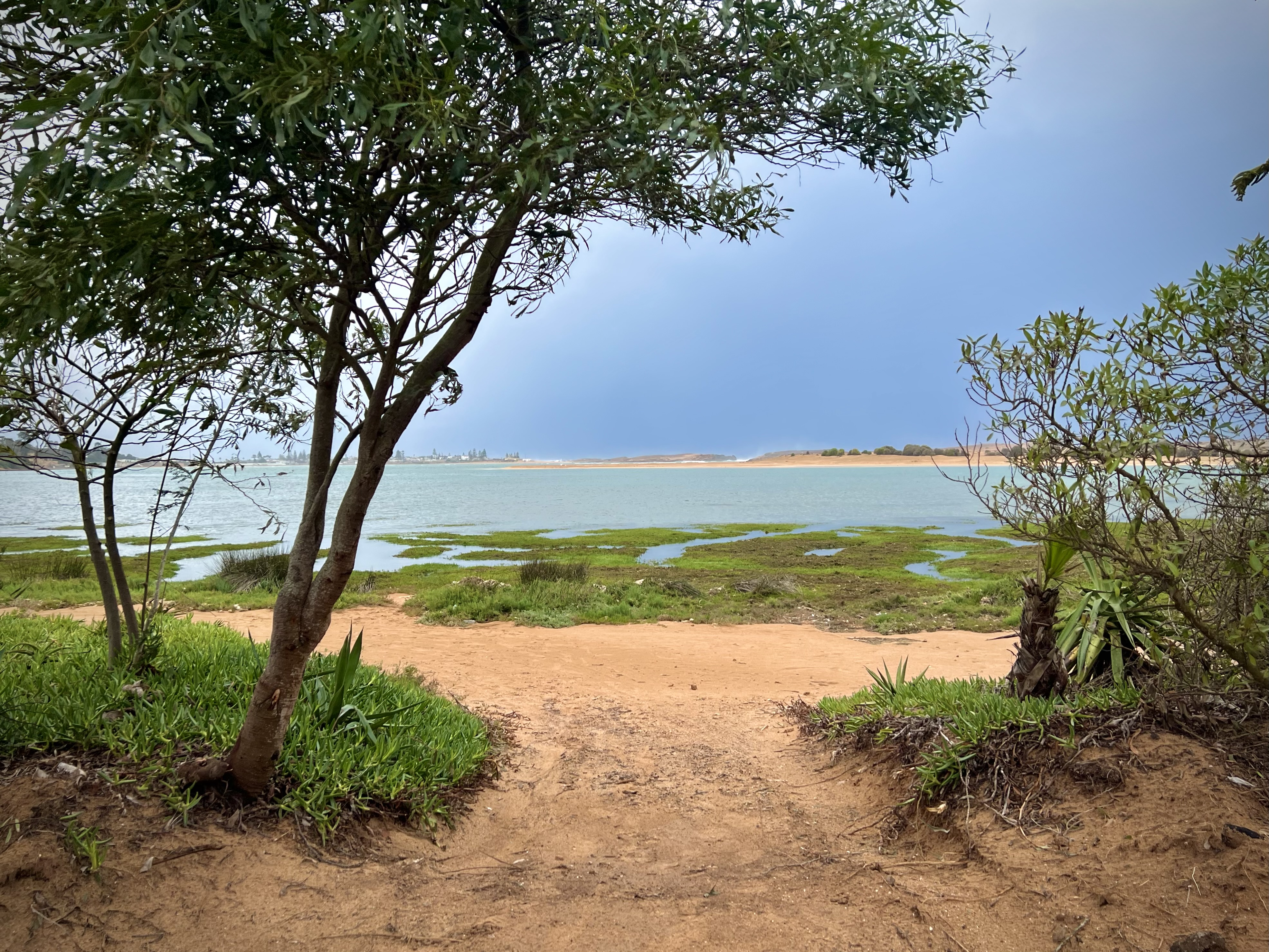
Oualidia – Lagune

Oualidia oder Loualidia (arabisch الوليدية, Zentralatlas-Tamazight ⵍⵡⴰⵍⵉⴷⵢⵢⴰ Lwalidyya) ist ein marokkanischer Fischerort mit knapp 20.000 Einwohnern in der Provinz Sidi Bennour in der Region Casablanca-Settat.

## Lage und Klima
Oualidia liegt an der Küste der historischen Region Doukkala in einer Höhe von ca. 10 bis 45 m. Die Entfernung nach El Jadida beträgt ca. 78 km (Fahrtstrecke) in nordöstlicher Richtung und weiter bis Casablanca ca. 180 km; in südwestlicher Richtung sind es ca. 66 km bis nach Safi. Das Klima ist für marokkanische Verhältnisse eher gemäßigt.

## Bevölkerung
| Jahr      | 1994   | 2004   | 2014   | 2024  |
| Einwohner | 13.076 | 15.433 | 18.616 | k. A. |

Der überwiegende Teil der Einwohner ist berberischer Abstammung und nach der Unabhängigkeit Marokkos aus den umliegenden Bergregionen zugewandert. Man spricht jedoch zumeist Marokkanisches Arabisch.

## Wirtschaft
Der Ort war früher vom Fischfang, der Austernzucht und von der Landwirtschaft geprägt, auch die Viehzucht spielt eine gewisse Rolle. Im Ort selbst gab es Handwerker, Kleinhändler und andere Dienstleistungsberufe. Seit dem ausgehenden 20. Jahrhundert spielt der Tourismus (Ferienwohnungen, Hotels etc.) eine immer wichtiger werdende Rolle im Wirtschaftsleben.

## Geschichte
Wie in allen von Berbern bewohnten Gebieten des Maghreb gibt es kaum Informationen zur Geschichte des Ortes vor Beginn der Protektoratszeit. Im 17. Jahrhundert erbaute der Saadier-Sultan Al-Walid (reg. 1631–1636), nach dem der Ort benannt ist, eine Festung (kasbah), von der jedoch nur noch Reste erhalten sind. Oualidia war jahrhundertelang nur ein Fischerdorf mit maximal etwa 1000 Einwohnern; in den 1940er Jahren ließ Sultan Mohammed Ben Youssef, der künftige Mohammed V. einen Strandpalast erbauen, doch erst nach der Unabhängigkeit Marokkos (1956) begann das zuwanderungsbedingte Bevölkerungswachstum des Ortes.

## Sehenswürdigkeiten
Die Lagune und die Strände sind die wichtigsten Sehenswürdigkeiten des Ortes.

## Belege
1. ↑  Oualidia – Klimatabellen